# Айгулакский хребет
Айгула́кский хребет — горный массив на Алтае, в Онгудайском и Улаганском районах Республики Алтай России. Хребет имеет субширотное простирание на 85 километров, является водоразделом рек Чуя и Кадрин.

## Этимология
Айгулакский хребет назван по горе Айкулак, которое имеет тюркское происхождение, так на алт. ай — «молодой месяц; неполная (маленькая) луна», а кулак — «ухо», то есть «маленькое ухо», «ухо, как молодой месяц».

## Описание
На западе ограничен долиной Катуни, на востоке — примыкает к Курайскому хребту, границей служит тесная долина реки Чибит. Западная часть Айгулакского хребта в действительности является системой из трёх хребтов, однако небольшие хребты Сальджар (междуречье Кадрин — Айлагуш) и Айлагушский хребет (междуречье Айлагуш — Иня) обычно считают частью Айгулакского хребта.
Хребет покрыт кедрово-лиственничной тайгой, выше 2000 м н.у.м. — горная тундра. Высшая точка хребта (2752 м) находится в верховьях реки Ярбалык.